# 格奥尔格·冯·舍纳勒
格奥尔格·冯·舍纳勒（德語： 1842年7月17日—1921年8月14日）奥地利地主、奥匈帝国政治家，泛日耳曼主义和奥地利的德意志民族主义的主要支持者。冯·舍纳勒也是反犹主义者，他对青年希特勒有重大影响。